# San Bonaventura (Nápoly)
A San Bonaventura templom Nápoly történelmi központjában.

## Története
A templomot a 14. században alapították egy Szent Bonaventura nevét viselő vallási kongregáció számára. Az évszázadok során többször is átépítették. A legjelentősebb átalakításon 1778-ban esett át, ekkor barokkosították és nyerte el ma is látható arculatát. Napjainkban egy egyesültet székhelye.

## Leírása
A templom homlokzata a 18. században készült el, lizénák tagolják és magába foglal egy késő gótikus bejáratot. A templombelső érdekessége a dongaboltozat, ami a 14. század építészének egyik meghatározó eleme, bár a 18. századi átépítések során eredeti formájából sokat vesztett. Műkincsei közül kiemelkedik Fabrizio Santafede oltárképe.